# Deathloop
Deathloop és un videojoc desenvolupat per Arkane Studios, concretament per l'estudi Arkane Lió. Tot i ja pertànyer a Microsoft, per mor d'un contracte d'exclusivitat temporal, el joc va sortir primer el setembre de 2021 per PlayStation 5 i Windows. Un any després va sortir per Xbox Series amb nou contingut per totes les plataformes.

## Narrativa
Colt viu atrapat en un bucle temporal a l'illa fictícia de Black Reef, el qual es reinicia cada dia. Ell, juntament amb Julianna, és l'únic que hi habita conscient que el cicle es repeteix cada dia. Per poder escapar d'aquest haurà de descobrir com matar a vuit objectius, entre els quals està Julianna, en un sol dia.

## Jugabilitat
És un videojoc de tirs en primera persona pensat per jugar-se en línia, amb un jugador controlant el personatge de Julianna i un altre a Colt. Mentre que l'objectiu del jugador que controla a Colt serà un rol més tradicional, acabar l'aventura, qui controla a Julianna tendrà l'objectiu de matar a l'altre jugador. El joc també es pot jugar fora de línia, en aquests casos Julianna serà un NPC.
L'objectiu de qui controla a Colt és rompre el bucle temporal a través de matar vuit objectius. Per fer-ho, caldrà que descobreixi com els pot matar a tots en un sol dia. El joc està dividit en quatre àrees, el jugador pot accedir a l'àrea que vulgui a través d'un menú. Dins les àrees el temps no transcorre, però un cop el jugador abandona l'àrea la següent tendrà un horari diferent, per tant, només podrà visitar una vegada cada àrea en un dia.

## Recepció
El joc fou especialment ben rebut per part de la crítica i, en un esglaó més baix, pels jugadors. Als The Game Awards de l'any 2021 va ser nominat a millor joc de l'any i va guanyar els premis a millor direcció i a millor direcció d'art.
No se sap les còpies que s'han venut del joc, però en febrer de 2023 es va anunciar que 5 milions de jugadors havien jugat al videojoc.